# سولفور اسپرینگز (تگزاس)
سولفور اسپرینگز، تگزاس(به انگلیسی: Sulphur Springs, Texas) شهری در ایالت تگزاس از ایالات جنوبی ایالات متحده آمریکا است. در سرشماری سال ۲۰۰۰، جمعیت این شهر ۱۴۵۵۱ نفر اعلام شد.
عمارت دادگستری شهرستان هاپکینز در اینجا قرار دارد.